# Fiestas de Zapote
Los Festejos Populares de Zapote (también llamados coloquialmente Fiestas de Zapote y Fiestas de San José) son unas fiestas populares tradicionales en Costa Rica, realizadas desde 1846 para celebrar el fin de año. Se llevan a cabo en la última semana de diciembre y la primera de enero en la localidad de Zapote al este del cantón de San José. Junto a las Fiestas de Palmares, y las Fiestas de Santa Cruz, estos festejos populares son sumamente concurridos y coinciden con el período de vacaciones de los estudiantes costarricenses. 
Las principales atracciones de esta feria festiva son los chinamos, bares, juegos mecánicos y corridas de toros a la tica, en las que ocasionalmente salen personas heridas por los toros.

## Etimología
Las Fiestas de Zapote deben su nombre al lugar donde se realizan: en un campo ferial ubicado en el distrito de Zapote, al este del cantón de San José, limitando con el cantón de Curridabat.

## Historia
Las Fiestas de San José nacieron casi que con la vida independiente del país, cuando en 1824 una ley decreta la realización de festejos patronales en las 4 principales ciudades existentes (Cartago, la capital de aquella época; San José, Alajuela y Heredia). Sin embargo, en el caso particular de San José, sus celebraciones debían realizarse en honor a José de Nazaret el 19 de marzo —en medio de la Cuaresma— por lo que las autoridades decidieron trasladar la feria para el mes de diciembre, y de paso conmemorar el fin de año.
Es así como en diciembre de 1846 se realizó el primer «Turno de San José» en el Parque Central. Posteriormente en 1890 se traslada a las inmediaciones de los actuales parques Morazán y Nacional, al noreste de la ciudad en el Carmen, siempre contando con las tradicionales corridas de toros, «chinamos» (puestos con comidas y bebidas), bailes y el Tope. Ya en 1936 se decide realizar los «Festejos Cívicos» en La Sabana y en la antigua Plaza de toros La Solera, ubicada en el Paseo Colón, donde nace la tradición de escoger a la reina de belleza de las fiestas. Años después pasan a celebrarse en la Plaza González Víquez, al sur de la ciudad, que contaba con extensas corridas a través de todo el Paseo de los Estudiantes, hasta llegar al gran redondel construido en el campo ferial.
Finalmente en 1969, tras el marcado crecimiento de las celebraciones, las fiestas pasan a realizarse en su actual emplazamiento: una enorme plazoleta en la localidad de Zapote, al este de San José.

## Actividades
- Redondel de toros, con corridas a la tica y premios para los montadores.[6]
- Juegos mecánicos, como montaña rusa, carruseles y 'carros chocones'.
- Chinamos de comida, bebidas y juegos de azar.
- Bares con baile y música en vivo.